# マリア・バスコ
マリア・バスコ（María del Monte Vasco Pes Gallardo、1975年12月26日 - ）は、スペイン・カタルーニャ州バルセロナ出身の陸上競技選手。専門は競歩。2000年シドニーオリンピックおよび世界陸上競技選手権大阪大会女子20km競歩銅メダリスト。

## 主な戦績
| 年度 | 大会名                         | 開催地                        | 種目  | 順位     |
| ---- | ------------------------------ | ----------------------------- | ----- | -------- |
| 1990 | 世界ジュニア陸上競技選手権大会 | プロヴディフ（ ブルガリア）   | 5000m | 15位     |
| 1995 | 世界陸上競技選手権大会         | イェーテボリ（ スウェーデン） | 10 km | 26位     |
| 1998 | ヨーロッパ陸上競技選手権大会   | ブダペスト（ ハンガリー）     | 10 km | 5位      |
| 1999 | 世界陸上競技選手権大会         | セビリア（ スペイン）         | 20 km | 10位     |
| 2000 | シドニーオリンピック           | シドニー（ オーストラリア）   | 20 km | 3位      |
| 2001 | 世界陸上競技選手権大会         | エドモントン（ カナダ）       | 20 km | 5位      |
| 2002 | IAAFワールドカップ競歩         | トリノ（ イタリア）           | 20 km | 8位      |
| 2002 | ヨーロッパ陸上競技選手権大会   | ミュンヘン（ ドイツ）         | 20 km | 途中棄権 |
| 2004 | アテネオリンピック             | アテネ（ ギリシャ）           | 20 km | 7位      |
| 2004 | IAAFワールドカップ競歩         | ナウムブルク（ ドイツ）       | 20 km | 3位      |
| 2005 | 世界陸上競技選手権大会         | ヘルシンキ（ フィンランド）   | 20 km | 4位      |
| 2005 | 地中海競技大会                 | アルメリア（ スペイン）       | 20 km | 2位      |
| 2006 | ヨーロッパ陸上競技選手権大会   | ヨーテボリ（ スウェーデン）   | 20 km | 15位     |
| 2007 | 世界陸上競技選手権大会         | 大阪（ 日本）                 | 20 km | 3位      |
| 2008 | IAAFワールドカップ競歩         | チェボクサル（ ロシア）       | 20 km | 5位      |
| 2008 | 北京オリンピック               | 北京（ 中華人民共和国）       | 20 km | 5位      |
| 2009 | 世界陸上競技選手権大会         | ベルリン（ ドイツ）           | 20 km | 失格     |